# Robert Russell (Drehbuchautor)
Robert Wallace Russell (* 18. Januar 1912; † 11. Februar 1992 in New York City, New York) war ein US-amerikanischer Drehbuchautor, der bei der Oscarverleihung 1944 sowohl für den Oscar für die beste Originalgeschichte als auch den Oscar für das beste adaptierte Drehbuch nominiert war.

## Leben
Russell absolvierte ein Studium der Philosophie an der University of Southern California (USC), das er mit einem Bachelor of Arts (B.A. Philosophy) abschloss, und war während des Zweiten Weltkrieges im Büro für strategische Dienste (Office of Strategic Services) tätig und drehte für dieses Propagandafilme wie Ring of Steel. Für seine fotografische Arbeit über Schiffe der Handelsmarine während des Pazifikkrieges wurde ihm der Bronze Star verliehen.
Er begann seine Karriere als Drehbuchautor in der Filmwirtschaft Hollywoods mit der Vorlage sowie der Adaption für die Filmkomödie Immer mehr, immer fröhlicher (The More the Merrier, 1943) von George Stevens mit Jean Arthur, Joel McCrea und Charles Coburn. Hierfür war er 1944 gleich zwei Mal für einen Oscar nominiert: Einerseits mit Frank Ross für den Oscar für die beste Originalgeschichte, andererseits mit Richard Flournoy, Lewis R. Foster und Frank Ross auch für den Oscar für das beste adaptierte Drehbuch.
In den folgenden Jahren verfasste er bis 1966 die Vorlagen und Drehbücher für acht weitere Filme wie The Well-Groomed Bride (1946) von Sidney Lanfield mit Olivia de Havilland, Ray Milland und Sonny Tufts, Happy-End im September (Come September, 1961) von Robert Mulligan mit Rock Hudson, Gina Lollobrigida und Sandra Dee sowie Nicht so schnell, mein Junge (Walk Don’t Run, 1966) von Charles Walters mit Cary Grant, Samantha Eggar und Jim Hutton.
Neben seiner Arbeit für Film und Fernsehen verfasste Russell auch Bühnenwerke wie zusammen mit Joseph Stein das auf Eugene O’Neills Stück Ah, Wilderness! basierende Musical Take Me Along (1959) oder gemeinsam mit George Abbott das Musical Flora the Red Menace (1965), das auf dem Stück Love is Just Around the Corner von Lester Atwell beruhte.

## Filmografie (Auswahl)
- 1943: Storm
- 1945: It Looks Like Rain
- 1951: The Lady Says No
- 1964: Don’t Mention My Name in Sheboygan
- 1964: Mr. Broadway (Fernsehserie)